# Ampolla dei dotti deferenti
L'ampolla dei dotti deferenti è la porzione terminale del dotto deferente stesso. Si presenta come tratto dilatato di aspetto mammellonato. La sua parete, come quella di tutto il dotto, è piuttosto spessa.

## Anatomia microscopica
La tonaca mucosa, di colore giallastro, si presenta sollevata in pieghe longitudinali che scompaiono alla distensione del condotto. Queste pieghe a livello dell'ampolla risultano irregolari e permanenti, sono inoltre variamente anastomizzate tra loro e formano cripte. L'epitelio di tipo cilindrico nell'ampolla non presenta le stereociglia del tratto precedente. La tonaca propria è ricca di fibre elastiche.
La tonaca muscolare è composta da tre strati: longitudinale esterno, circolare intermedio e un altro strato longitudinale più internamente.
La tonaca avventizia è costituita da connettivo denso.